# (3936) Elst
(3936) Elst ist ein Asteroid des Hauptgürtels, der am 16. Oktober 1977 vom niederländischen Astronomen Cornelis Johannes van Houten am Mount Palomar entdeckt wurde.
Der Asteroid ist nach dem belgischen Astronomen Eric Walter Elst benannt.